# Ascuta inopinata
Ascuta inopinata là một loài nhện trong họ Orsolobidae.
Loài này thuộc chi Ascuta. Ascuta inopinata được Raymond Robert Forster miêu tả năm 1956.